# Kleine science fiction omnibus 2
Kleine science fiction omnibus 2 is een sciencefictionverhalenbundel uit 1977 uitgegeven door A.W. Bruna Uitgevers. De bundel werd samengesteld door Aart C. Prins en werd een eerste maal uitgegeven in 1971 in de Zwarte Beertjes-reeks.

## Korte verhalen
| Schrijver          | Titel                        | Originele titel            | Jaar |
| John Bernard Daley | De man die van leeuwen hield | The Man Who Liked Lions    | 1956 |
| Harry Harrison     | De straten van Ashkelon      | The Streets of Ashkelon    | 1962 |
| R.R. Merliss       | De stotteraar                | The Sturrerrer             | 1955 |
| Nelson Bond        | Eiland der veroveraars       | Conquerer's Island         | 1946 |
| Jack Finney        | El-Dorado                    | Of Missing Persons         | 1959 |
| Catherine L. Moore | Ego                          | Home There is No Returning | 1955 |
| Carol Emshwiller   | Dagje naar het strand        | Day at the Beach           | 1959 |
| Alan E. Nourse     | Nachtmerrie-broer            | Nightmare Brother          | 1953 |
| Herbert Goldstone  | Virtuoso                     | Virtuoso                   | 1953 |
| Arthur C. Clarke   | Verbannen naar de toekomst   | Exile of the Eons          | 1950 |
| Roger Zelazny      | Auto-da-fe                   | Auto-Da-Fe                 | 1967 |
| Chad Oliver        | Laat me wonen in een huis    | Let Me Live in a House     | 1954 |
| Alfred Coppel      | Laatste zomernacht           | Last Night of Summer       | 1954 |
| Henry Kuttner      | Camouflage                   | Camouflage                 | 1945 |